# 王炳 (同治進士)
王炳，字蔚卿、號竹菴，陝西省漢中府南鄭縣（今陝西省漢中市）人，清朝政治人物、進士出身。
同治二年（1863年），登進士，改翰林院庶吉士。同治十年，任翰林院編修，光緒元年，任江南鄉試副考官，后任山西道監察御史。